# نشان حیدر علی‌اف
نشان حیدر علی‌اف (ترکی آذربایجانی: "Heydər Əliyev" ordeni) عالی‌ترین مدال در جمهوری آذربایجان است. این نشان به حکم شماره ۸۹۶- ای‌ای‌ق مجلس ملی جمهوری آذربایجان مورخ ۲۲ آوریل سال ۲۰۰۵، به تصویب رسید. مدال حیدر علی‌اف به شهروندان آذربایجان به پاس مشارکت‌هایشان در افزایش سطح بهروزی، عظمت و شکوهمندی کشور، و نیز شجاعت و قهرمانی‌هایی که در دفاع از میهن و منافع کشور از خود نشان می‌دهند، اعطاء می‌گردد. این نشان گاهی مطابق موقعیتش به رئیس‌جمهوری آذربایجان اهدا می‌شود.

## شرایط اعطاء به شهروندان خارجی
شهروندان کشورهای خارجی با توجه به خدمات زیرشان نشان حیدر علی‌اف را دریافت می‌کنند.
- مشارکت‌های ویژه برای جمهوری آذربایجان
- مشارکت‌های مخصوص در پیاده‌سازی ایده آذربایجان و تقویت همبستگی آذربایجانیان در سرتاسر جهان
- مشارکت ویژه در ایجاد مناسبات سیاسی، اقتصادی، علمی و فرهنگی بین آذربایجان و کشورهای دیگر
- بر پایه بند ۳۲ ماده ۱۰۹ قانون اساسی جمهوری آذربایجان، ستاره و زنجیری با تصویر شمشیر همراه با نشان حیدر علی‌اف به اخذ کننده اهدا می‌شود (این مهم در حیطه اختیارات رئیس‌جمهوری قرار دارد)

## محل قرارگیری نشان حیدر علی‌اف
نشان حیدر علی‌اف بر روی سمت چپ سینه نصب می‌شود. در صورتی که دریافت کننده نشان‌های دیگری را هم داشته باشد، مدال حیدر علی‌اف به دنبال آن‌ها نصب می‌شود.

## دریافت کنندگان
اهدای این نشان به ندرت اتفاق می‌افتد. فهرست ذیل مجموع افرادی هست که تا تاریخ ۳ سپتامبر سال ۲۰۱۴ نشان حیدر علی‌اف را اخذ کرده‌اند.
1. جمهوری آذربایجان: الهام علی‌اف - (رئیس‌جمهوری آذربایجان) - ۲۸ آوریل ۲۰۰۵.[۳]
2. ترکیه: احسان دغرامجی - (پزشک متخصص اطفال و چهره اجتماعی ترک) - ۲۹ آوریل ۲۰۰۵.[۴]
3. فرانسه: ژاک شیراک - (رئیس‌جمهور فرانسه) - ۲۹ ژانویه ۲۰۰۷.[۵]
4. روسیه: مستیسلاف روستروپوویچ - ([[نوازندهٔ معروف ویولنسل و رهبر ارکستر روس) - ۲۷ مارس ۲۰۰۷.[۶]
5. اوکراین: ویکتور یوشچنکو - (رئیس‌جمهور اوکراین]) - ۲۲ مه ۲۰۰۸.[۷]
6. جمهوری آذربایجان: طاهر صلاحوف - (نقاش و طراح آذربایجانی) ۲۷ نوامبر ۲۰۰۸.[۸]
7. کویت: جابر احمد الصباح - (سومین امیر کویت) - ۱۴ ژوئن ۲۰۰۹.[۹]
8. لهستان: لخ کاچینسکی - (رئیس‌جمهور لهستان) - ۲ ژوئیه ۲۰۰۹.[۱۰]
9. لتونی: والدیس زاتلرس - (رئیس‌جمهور لتونی) - ۱۰ اوت ۲۰۰۹.[۱۱]
10. رومانی: ترایان باسسکو - (رئیس‌جمهور رومانی) - ۱۸ آوریل ۲۰۱۱.[۱۲]
11. بلغارستان: گئورگی پاروانف - (رئیس‌جمهور بلغارستان) - ۱۴ نوامبر ۲۰۱۱.[۱۳]
12. تاجیکستان: امام‌علی رحمان - (رئیس‌جمهور تاجیکستان) - ۱۱ ژوئیه ۲۰۱۲[۱۴]
13. جمهوری آذربایجان: عارف ملکوف - (آهنگساز، نقاش، و مدرس موسیقی اهل شوروی سابق و جمهوری آذربایجان) - ۱۳ سپتامبر ۲۰۱۳[۱۵]
14. ترکیه: عبدالله گل - (۱۱- امین رئیس‌جمهوری ترکیه]) - ۱۲ نوامبر ۲۰۱۳[۱۶]
15. اوکراین: ویکتور یانوکویچ - (رئیس‌جمهوری اوکراین) - ۱۷ نوامبر ۲۰۱۳[۱۷]
16. ترکیه: رجب طیب اردوغان - (۱۲- امین رئیس‌جمهور ترکیه) - ۳ سپتامبر ۲۰۱۴[۱۸][۱۹]
17. جمهوری آذربایجان: مهربان علیوا - (رئیس کمیته برگزار کننده اولین بازیهای اروپایی «باکو- ۲۰۱۵»") - ۲۹ ژوئن ۲۰۱۵[۲۰]
18. بلاروس: الکساندر لوکاشنکو - (رئیس‌جمهور بلاروس) - ۲۸ نوامبر ۲۰۱۶[۲۱]
19. جمهوری آذربایجان: زینب خانلاروا - (هنرمند مردمی شوروی سابق و جمهوری آذربایجان) - ۲۶ دسامبر ۲۰۱۶[۲۲]
20. قزاقستان: نورسلطان نظربایف - (رئیس‌جمهور قزاقستان) - ۳ آوریل ۲۰۱۷[۲۳]
21. ایتالیا: سرجو ماتارلا - (رئیس‌جمهور دوازدهم ایتالیا) - ۱۸ ژوئیه ۲۰۱۸[۲۴]
22. جمهوری آذربایجان: رامیز مهدی‌اف - (رئیس آکادمی ملی علوم جمهوری آذربایجان) ۲۳ اکتبر ۲۰۱۹[۲۵]
23. جمهوری آذربایجان: خوشبخت یوسف‌زاده - (معاون اول شرکت دولتی نفت آذربایجان)۱۳ ژانویه ۲۰۲۰[۲۶]
24. جمهوری آذربایجان: فولاد بلبل‌اوغلو - (سفیر آذربایجان در روسیه) ۳ فوریه ۲۰۲۰[۲۷]